# Regnar Stephensen
Regnar Stephensen (11. ledna 1866, Vejle – 9. června 1902, Maniitsoq) byl dánský inspektor jižního Grónska.

## Životopis
Pocházel ze slavné a vlivné islandsko-dánské rodiny. Jeho rodiče byli Westy Ludvig Christian Stephensen (1835–1893) a Christiane Amalie Møhl (1840–1924). Regnarův strýc Hannes Peter Stephensen byl v letech 1870 až 1882 také inspektorem jižního Grónska. Jeho bratr Westy Oddgeir Hilmar Stephensen (1868–1950) byl ředitelem Dánské národní banky. Jeho synovci Hakon Stephensen (1900–1986) a Magnus Stephensen (1903–1984) byli architekti.
Regnar Stephensen byl v roce 1899 jmenován nástupcem svého tchána Edgara Christiana Fenckera do funkce inspektora pro jižní Grónsko. V této funkci setrval až do své smrti v roce 1902, kdy mu bylo pouhých 36 let, a jeho nástupcem se stal Oscar Peter Cornelius Kock.
Byl ženatý s Cathrine Emilií Elisabeth Fenckerovou, dcerou svého předchůdce. Z krátkého manželství se narodila pouze jedna dcera, Astrid Signe Christiane Stephensen (*20. září 1898, Nuuk).